# Juegos Bolivarianos de 2001
Los Juegos Bolivarianos de 2001 se desarrollaron en la Ciudad de Ambato, Ecuador.

## Medallero
| Medallero Juegos Bolivarianos - Ambato, Ecuador |           |     |       |        |       |
| Del 7 al 16 de septiembre de 2001               |           |     |       |        |       |
| Pos.                                            | País      | Oro | Plata | Bronce | Total |
| 1                                               | Venezuela | 189 | 145   | 80     | 414   |
| 2                                               | Colombia  | 96  | 117   | 117    | 330   |
| 3                                               | Ecuador   | 46  | 68    | 131    | 245   |
| 4                                               | Perú      | 32  | 32    | 46     | 110   |
| 5                                               | Bolivia   | 13  | 10    | 38     | 61    |
| 6                                               | Panamá    | 2   | 6     | 13     | 21    |

| Predecesor: Arequipa 1997 | XIV Juegos Bolivarianos Ambato 2001 | Sucesor: Armenia y Pereira 2005 |

- Datos: Q4598516